# Bällsta radartorn

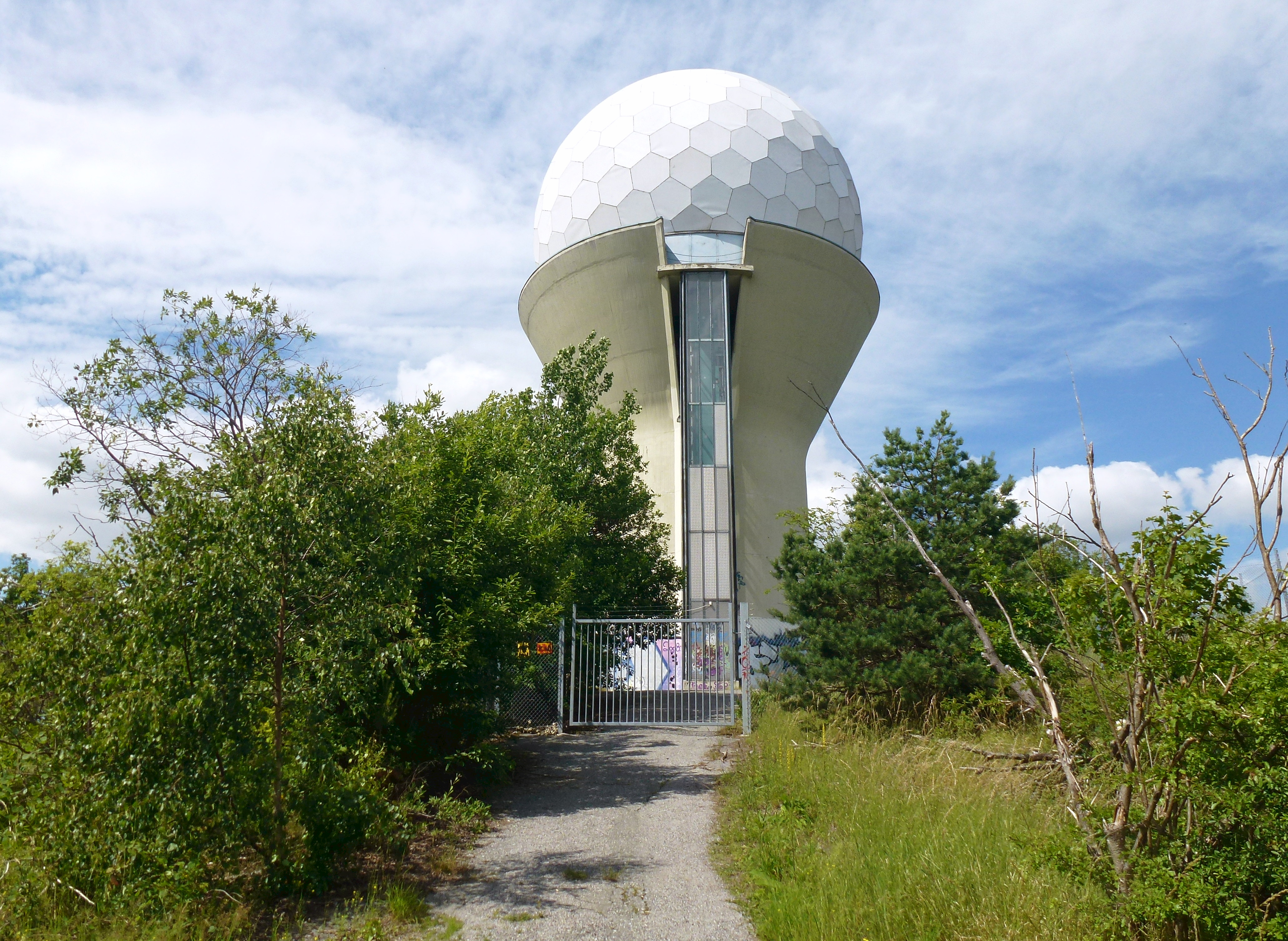
Radartornet ”Golfbollen”, juni 2013.

Bällsta radartorn, i folkmun Golfbollen, är ett radartorn som står på en kulle mellan Bromma flygplats och Solvalla travbana i stadsdelen Bromma, Stockholms kommun. ”Golfbollen” är ett välkänt inslag i traktens stadsbild.

## Historik

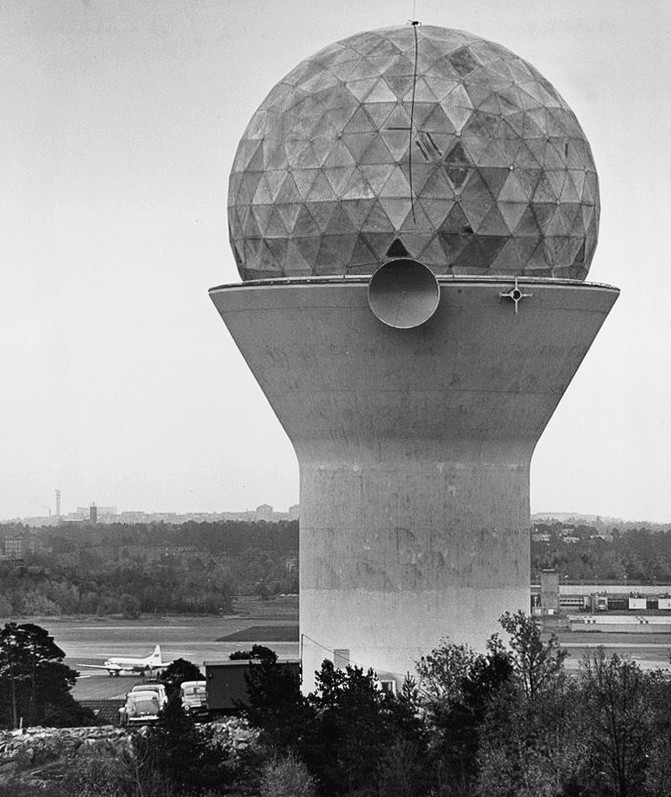
Bällsta radartorn 1964.

Bällsta radartorn uppfördes 1964 och innehåller en radaranläggning för kontroll av civil och militär luftfart. Själva radarantennen skyddas av en radom (kupolen över radarantennen), som ursprungligen var konstruerad av triangulära, glasfiberförstärkta plastkassetter (numera utbytta till hexagonala kassetter). Dessa bildar tillsammans ett klot, som påminner om en överdimensionerad golfboll. Radomens diameter är cirka 16 meter. 
Tornet är av betong och liknar en stor peg (pinnen på vilken golfaren placerar bollen). Tornhöjden är cirka 20 meter. I tornet finns rum för teknisk utrustning och personalens arbetsrum som kan nås dels via en invändig trappa och dels via en utvändig hiss. Utöver i Bällsta finns liknande anläggningar i bland annat Sundsvall, Alingsås och Romele. Tornhöjden varierar mellan olika anläggningar från 18 till 23 meter.

## Renovering och modernisering
Under sommaren 2014 renoverades radarn och fick helt ny utrustning som ersatte den äldre tekniken från 1986. Den nya anläggningen har en täckning på 30 mil och ersätter två radarstationer som blivit omoderna, en utanför Uppsala och en vid Arlanda. Radarn används av flygledningen både på Bromma och Arlanda flygplats. Full drift för den renoverade radarn startade runt årsskiftet 2014/2015. I samband med renoveringen fick tornet en ny radom med en jämn, krökt yta. 

## Bilder

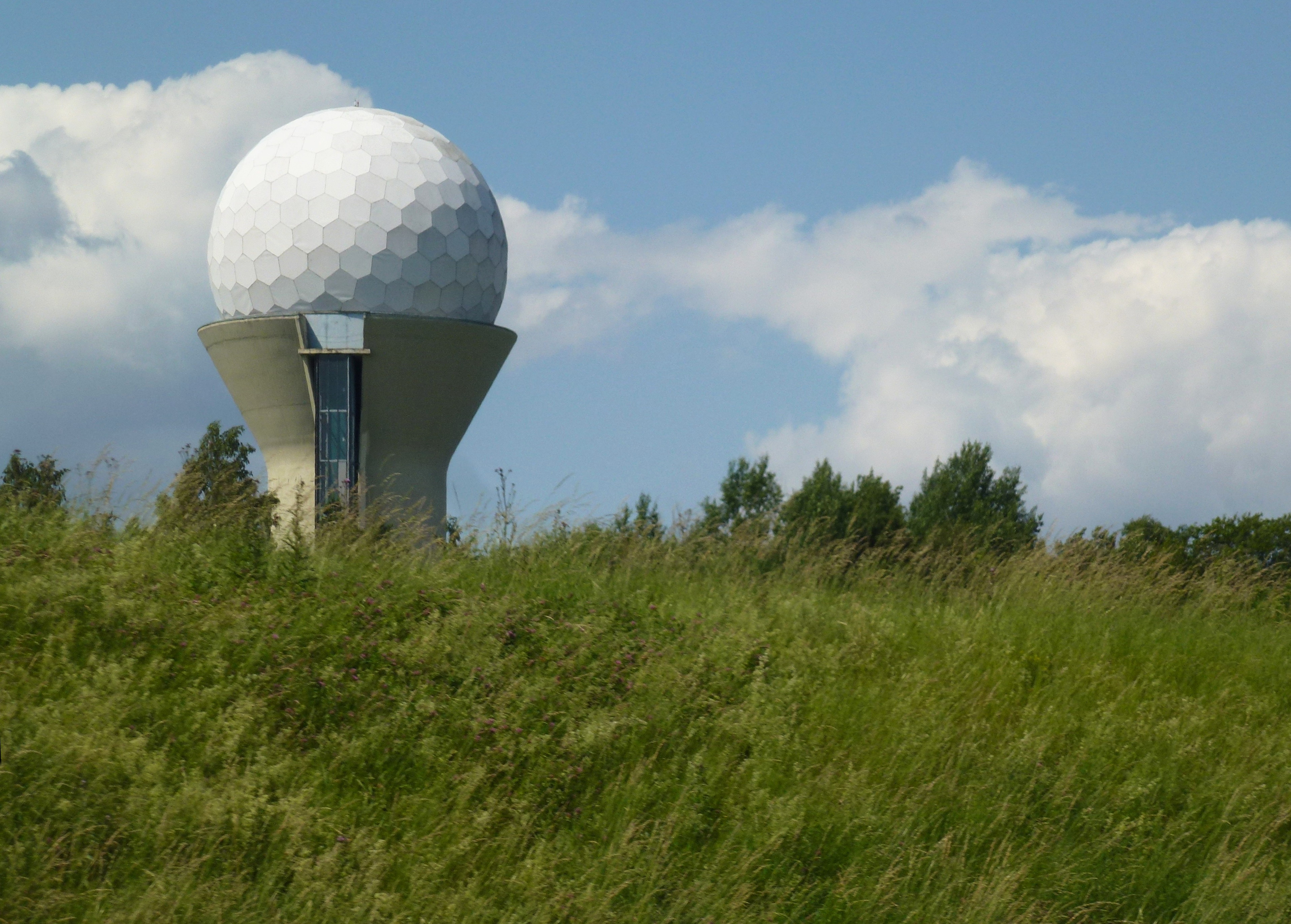
"Golfbollen" i juni 2013.
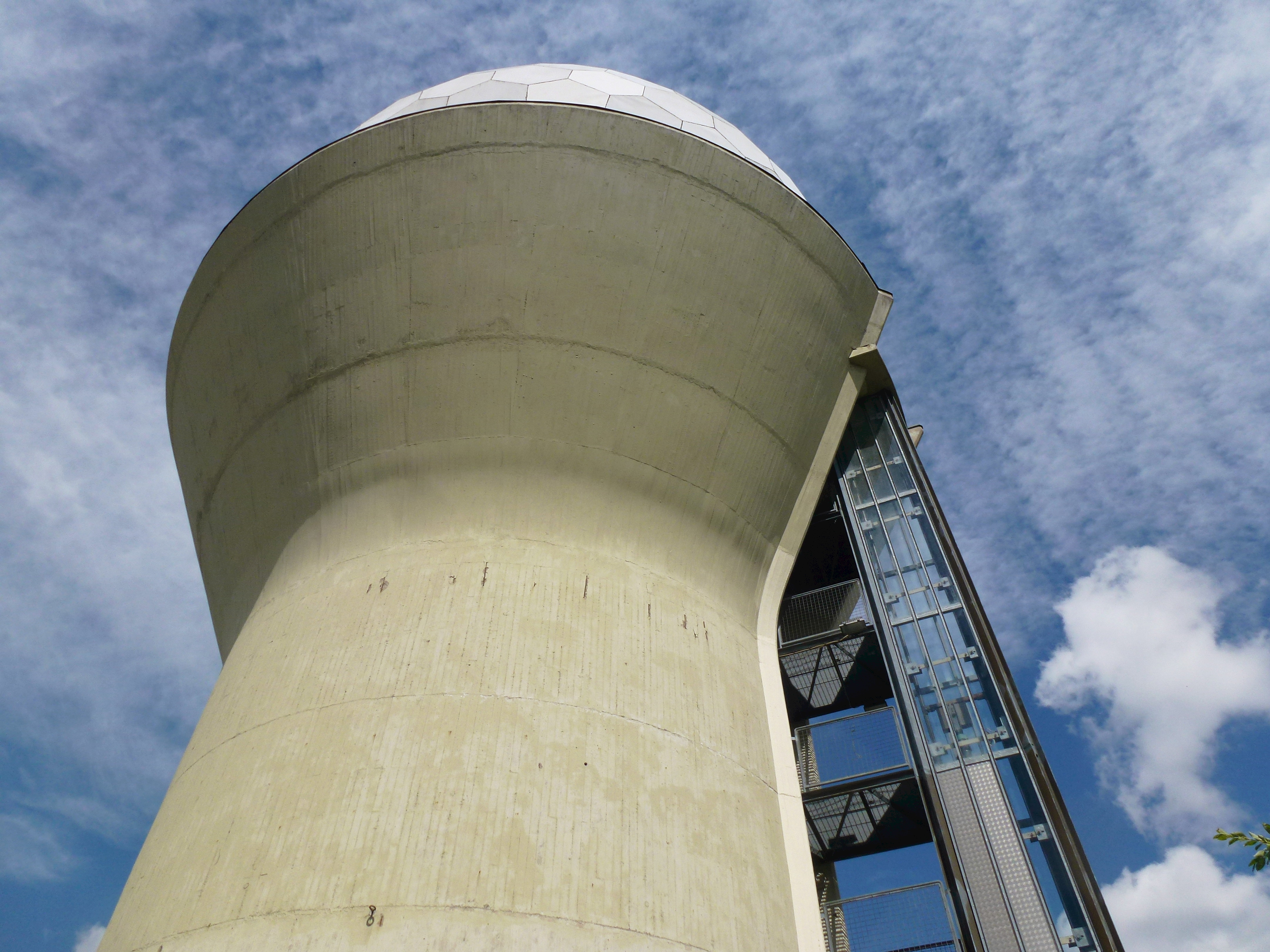
"Golfbollen" i juni 2013.
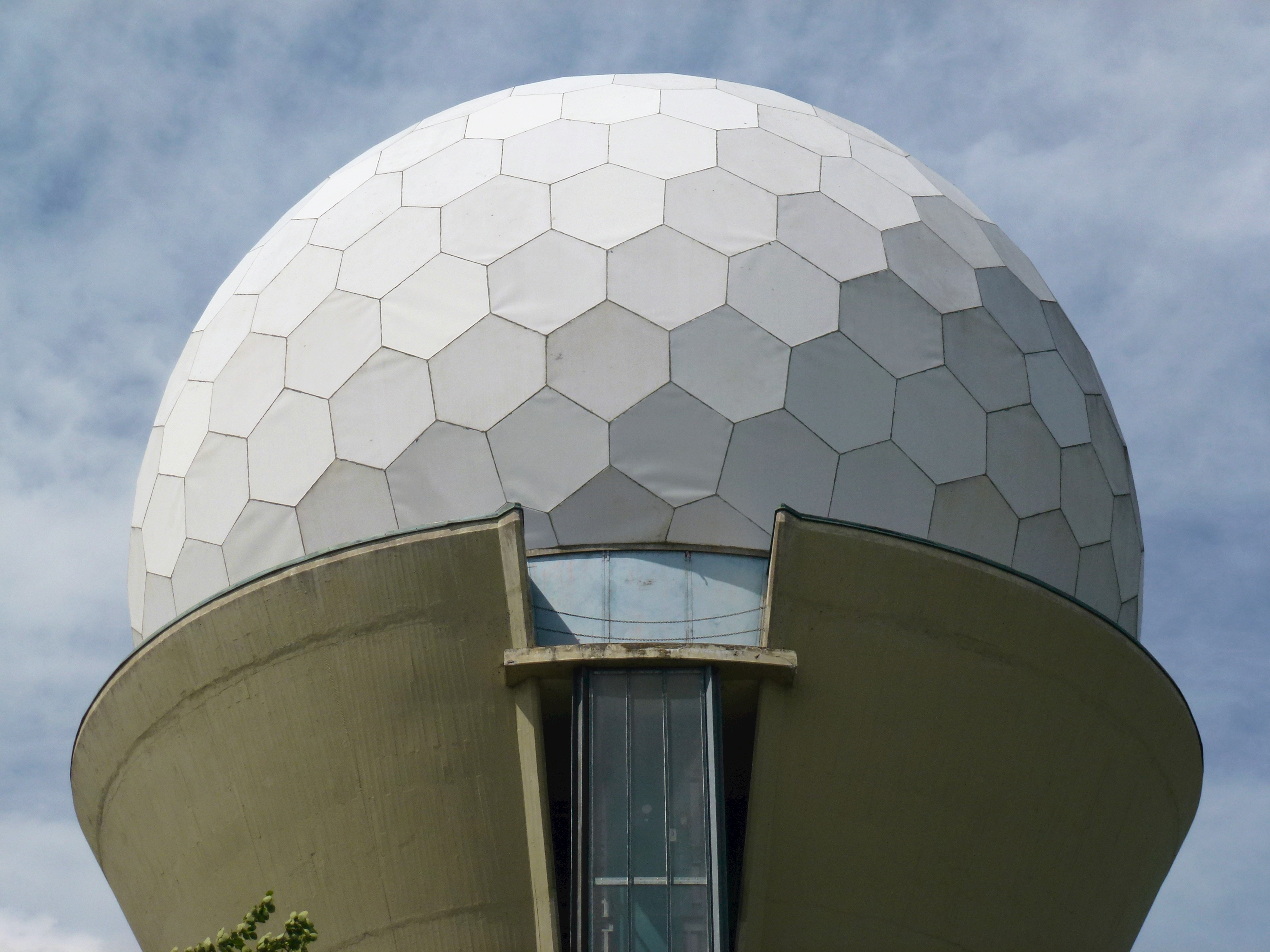
"Golfbollen" i juni 2013.
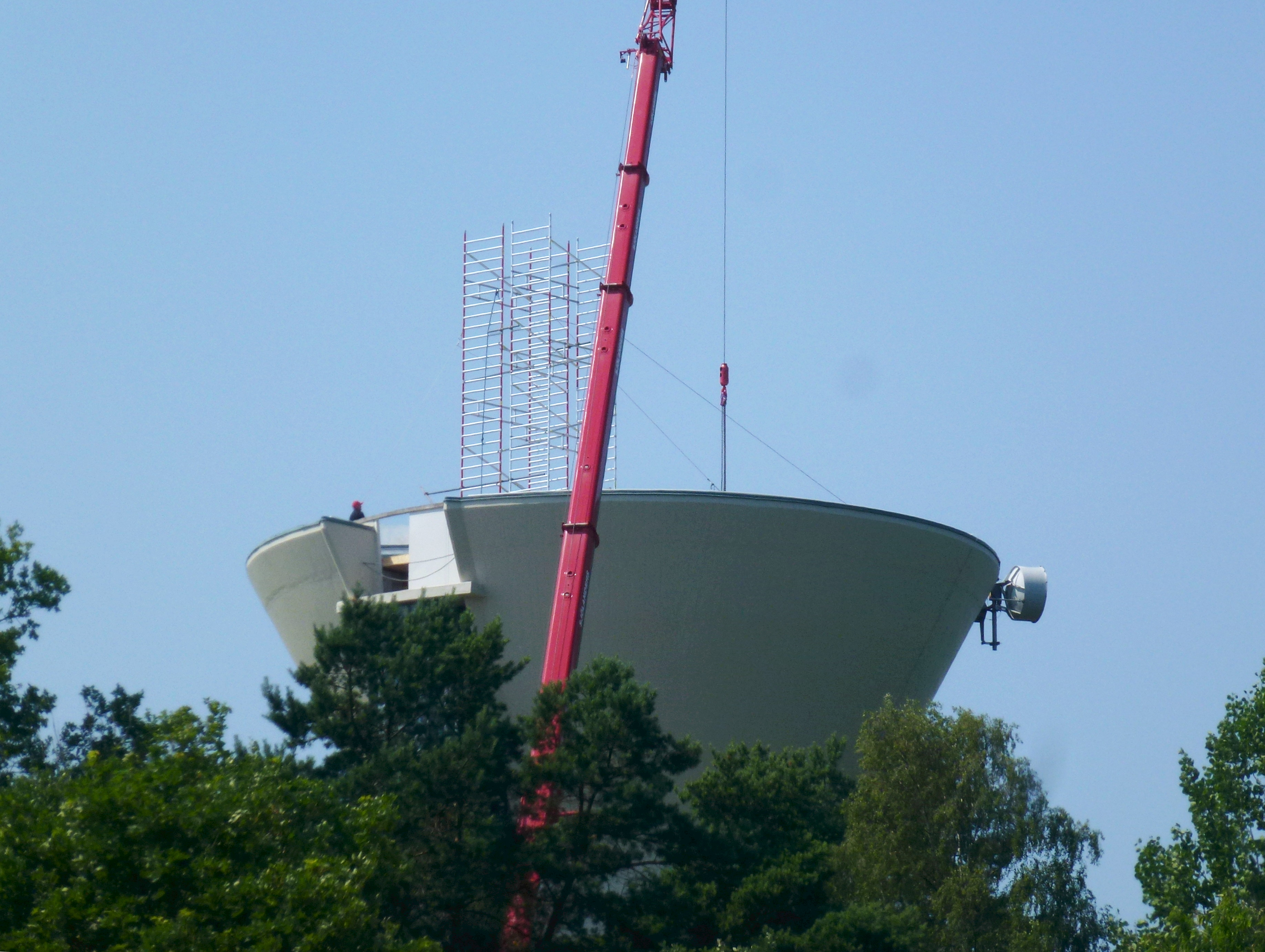
Renoveringen, 7 juli 2014.
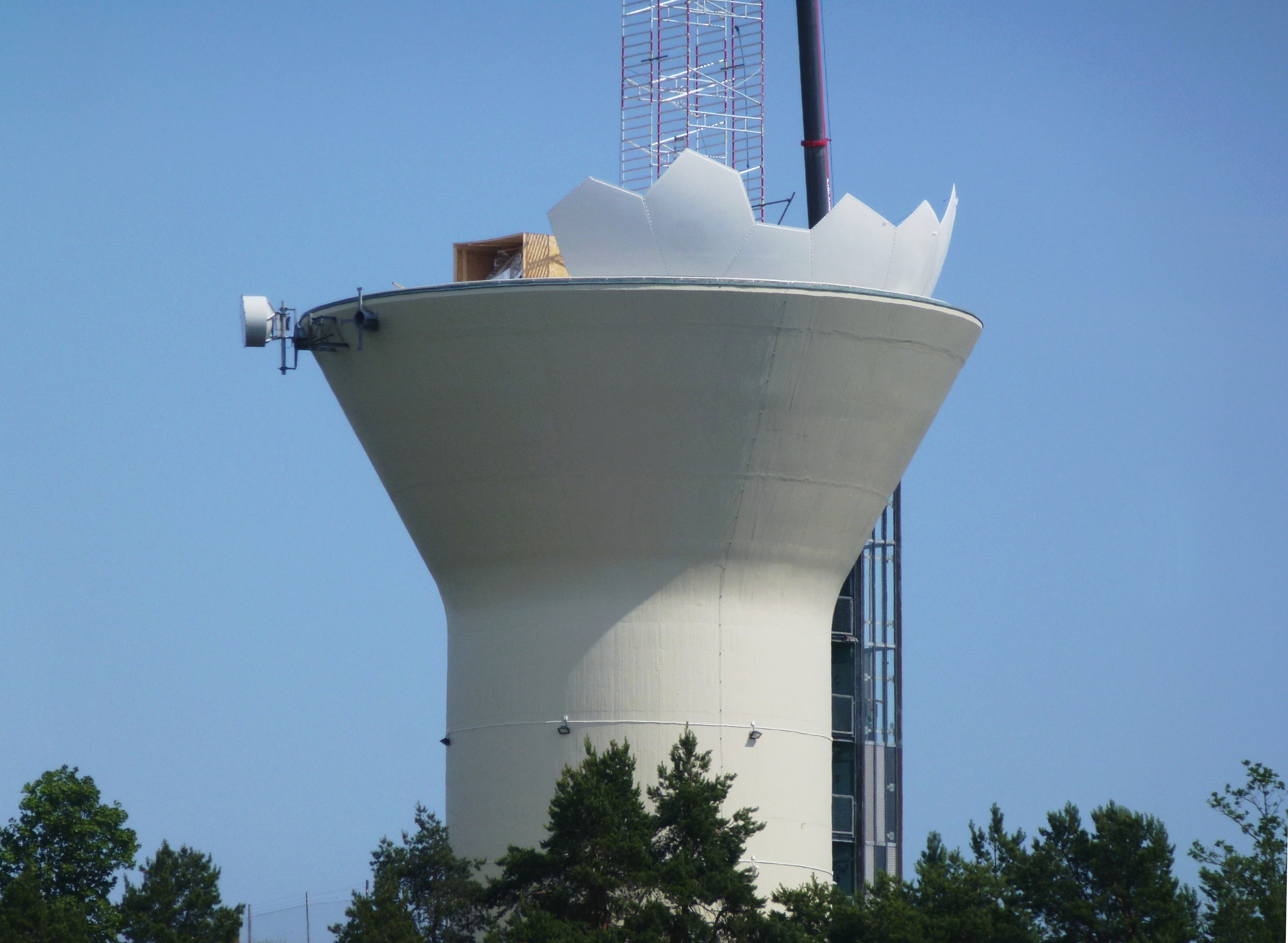
Renoveringen, 10 juli 2014.
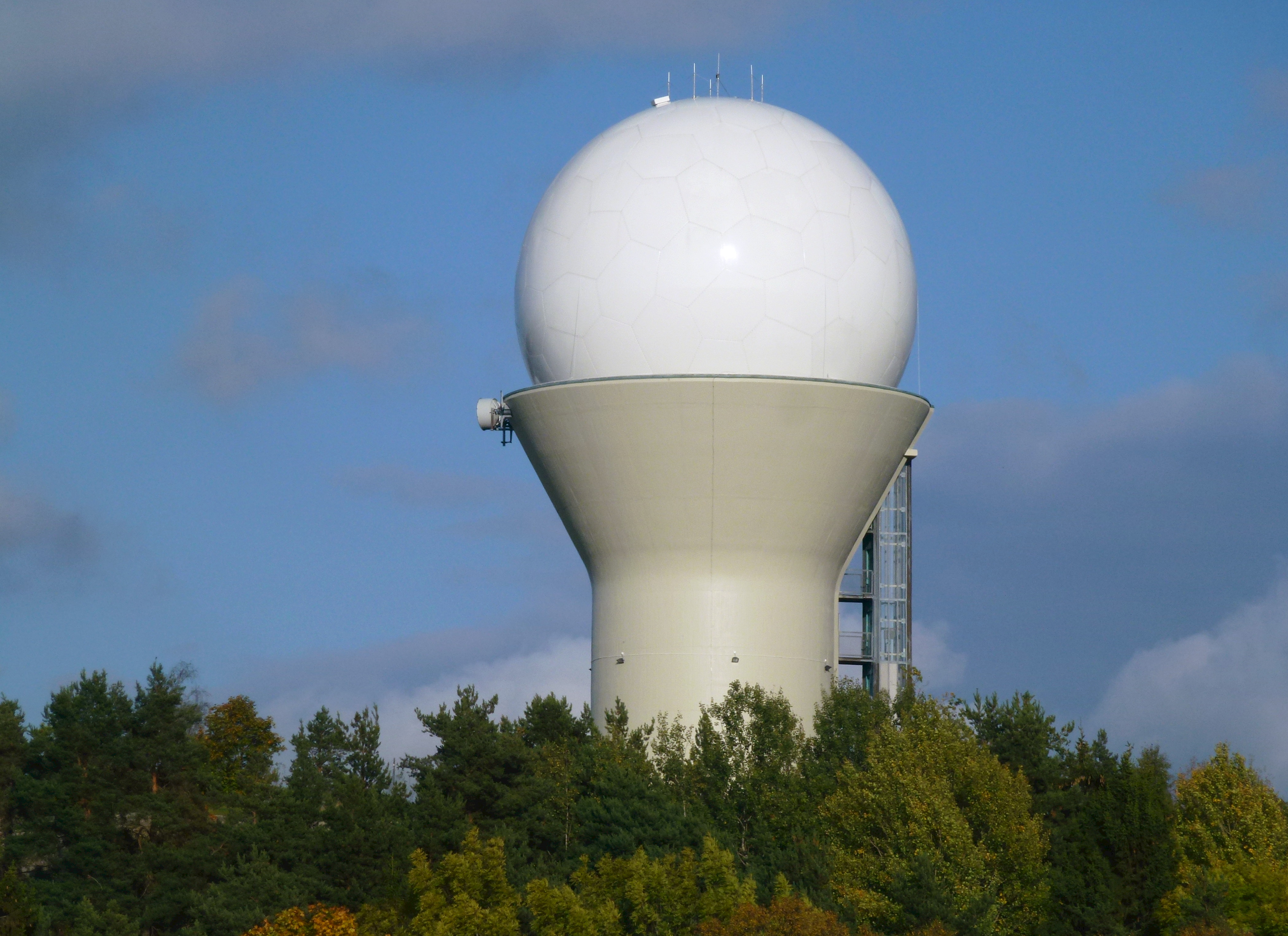
Efter renoveringen, oktober 2014.